# Аль-Мунзір
Аль-Мунзір (*араб. المنذر, бл.842 —888) — 6-й емір Кордови у 886—888 роках.

## Життєпис

### На чолі війська
Походив з династії Омеядів. Син еміра Мухаммеда I. Народився у Кордові в 842 році. Здобув гарну освіту. Замолоду вже очолював військові загони. У 852 році брав участь у придушенні повстання мосарабів в області Толедо. У 858 році очолив облогу цього міста, яке зрештою на почесних умовах здалося.
У 860 році разом з батьком брав участь у поході проти королівства Памплона. У 865—868 роках бився проти астурійського війська та роду Бану-Касі. У 865 році не зміг повністю перемогти Ордоньйо I, але завдав рішучої поразки Родріго, графу Бургоса і Кастилії.
У 870-х роках за дорученнями батька декілька разів виступав проти повсталого родича ібн-Марвана, але не зміг його здолати. У 878 році у битві при Вальдоморо зазнав нищівної поразки від Альфонсо III, короля Астурії, що призвело до втрати північних володінь емірату.
У 882 році виступив проти Бану-Касі, але не зміг захопити Сарагосу, лише декілька містечок, зрештою зазнав поразки у битві при Сельйоріго. У 884 році зумів відвоювати місто Бадахос у ібн-Марвана. У 886 році вирушив у похід проти береберського племені бану-раап. Під час походу довідався про смерть батька.

### Володарювання
Урочистоті з сходження на трон відбулися 9 серпня 886 року. Новий емір підтвердив повноваження батьківських візирів Таммама ібн-Аміра аль-Такафі та Абу Марвана Абд аль-Маоіка ібн-Дхавара. Втім незабаром еміра було вягнуто до палацових інтриг.
Продовжив боротьбу проти ібн-Марвана та Омара ібн-Хафсуна, але не досяг значних успіхів, відвоювавши лише незначні землі. В цей же час відправляв війська до Галісії й проти Іспанської марки, прикордонні області яких були сплюндровані. Але емір не домігся розширення володінь.
У 887 році знову рушив проти ібн-Хафсуна. У 888 році взяв в облогу Бобастро, під час якої помер, мовжливо отруєно братом Абдаллахом, який успадкував трон.

## Зовнішність і характер
Арабські історики надають опис аль-Мунзіра як високого зросту, смуглявого, кучерявого. Обличчя поцятковане, наче від віспи, фарбував волосся хною. Відзначають його жорстоку вдачу, мужність. Також був відомий як здібний військовик.